# Sons and Daughters 〜それより僕が伝えたいのは
「Sons and Daughters 〜それより僕が伝えたいのは」（サンズ・アンド・ドーターズ それよりぼくがつたえたいのは）は、CHAGE&ASKA（現：CHAGE and ASKA）の楽曲。自身の32作目のシングルとして、ポニーキャニオンから1993年8月20日に発売された。

## 背景・チャート成績
前作「YAH YAH YAH/夢の番人」からおよそ5ヶ月ぶりに発売されたシングル。1993年5月に『ワールド・ミュージック・アワード』の出演のためにモナコへ行ったが、行く前から本作の発売の話が持ち上がっており、ASKAはア・カペラで制作することをスタッフに伝えていたという:234,401。
本作の累計売上枚数は79.9万枚（オリコン調べ）を記録した。

## 収録曲
| 全編曲: 井上鑑。 |                                                                           |           |           |       |
| #                | タイトル                                                                  | 作詞      | 作曲      | 時間  |
| 1.               | 「Sons and Daughters 〜それより僕が伝えたいのは」                         | 飛鳥涼    | 飛鳥涼    | 5:10  |
| 2.               | 「Mr.Jの悲劇は岩より重い」                                                | CHAGE     | CHAGE     | 5:28  |
| 3.               | 「Sons and Daughters 〜それより僕が伝えたいのは（オリジナル・カラオケ）」 | -         | 飛鳥涼    | 5:09  |
| 合計時間:        | 合計時間:                                                                 | 合計時間: | 合計時間: | 15:47 |

## 楽曲解説
1. Sons and Daughters 〜それより僕が伝えたいのは
SUBARU「VIVIO」CMソング。CHAGE（現：Chage）とASKA出演のファミリーマート CMソング[注 2]。
ASKAは『ワールド・ミュージック・アワード』で、ボーイズIIメンを観た際に自分がやりたい音楽を発見し[4]:234、ア・カペラチックなものを制作している。ASKAは「最後までア・カペラを通しているわけではないけれど、バランスから考えるとア・カペラ曲と呼べると思う」と公言している[6]。
歌詞は「子供達へ」で、「大人が子供へ向ける愛情っていうのは、大人が大人であるために必要な愛情であるということを表現した楽曲」と位置付けている[1][6]。
ミュージック・ビデオは、茨城県大子町（袋田の滝や常陸大子駅等）で撮影されたものが中心の作品（音源はシングルバージョン）と、14カラット・ソウルとスタジオで撮影した作品（音源はアルバムバージョン）の2種類あり、MV集『RED HILL』には両方収録されている。公式YouTubeのチャンネルでは、前者のバージョンが公開されている。
アルバム『RED HILL』では、アメリカ出身のコーラスグループである14カラット・ソウルのコーラスが入ったバージョンが収録されている。シングル・ヴァージョンは国内ではアルバム化されず本作のみ収録。
1994年にモナコで開かれた『ワールド・ミュージック・アワード』に出演した際には、14カラット・ソウルとともにこの楽曲を披露した。
2. Mr.Jの悲劇は岩より重い
「恋のハッピーエンドは本当に結婚なのか？」という事に一石を投じた楽曲。しかし決して結婚を否定しているわけじゃなく、浮かれてばかりいないで少し冷静に考えてみるのも必要だという事を言いたかったとCHAGEは述べている[6]。
3. Sons and Daughters 〜それより僕が伝えたいのは（オリジナル・カラオケ）

## 収録アルバム
国内盤
- RED HILL (#1,#2)※#1はアルバム・ヴァージョン
- SUPER BEST BOX SINGLE HISTORY 1979-1994 AND Snow Mail (#1)※アルバム・ヴァージョン
- CHAGE&ASKA VERY BEST ROLL OVER 20TH (#1)※アルバム・ヴァージョン
- THE STORY of BALLAD II (#1)※アルバム・ヴァージョン

海外盤
- Singles - The European Collection (#1)※アルバム・ヴァージョン
- GREATEST HITS (#1)
- Asian Communications Best (#1)

## カバー
Sons and Daughters
- 14カラット・ソウル（14 Karat Soul） 「Hold on to you」のタイトルでカバーしている（1994年、カバー・アルバム『TRANSPACIFIC』）